# Берзиньш, Индулис
Индулис Берзиньш (латыш.  
Indulis Bērziņš; род. 4 декабря 1957, Мадона) — латвийский историк и дипломат, министр иностранных дел (1999—2002).

## Биография
Родился 4 декабря 1957 года в городе Мадона.
В 1981 году получил учёную степень по истории в Латвийском университете, где на протяжении следующих девяти лет работал преподавателем. Берзиньш был активным членом общественно-политической организации Народный фронт Латвии и участвовал в восстановлении независимости Латвии. Будучи членом Верховного Совета Латвийской Республики Берзиньш дважды голосовал за восстановление независимости.
С 1990 по 1999 год он был членом Сейма, представляющим политическую партию Латвийский путь. В парламенте Берзиньш занимал должности заместителя спикера, председателя Комитета по иностранным делам, главы делегации в Североатлантическом альянсе и Межпарламентском союзе.
С 16 июля 1999 года по 7 ноября 2002 года Берзиньш был министром иностранных дел Латвии. Он являлся главой делегации Латвии при вступлении в ЕС. 
С 2002 по 2013 год он занимал посты Чрезвычайного и Полномочного Посла Латвии в Дании, Соединённом Королевстве и Австрии, а с сентября 2015 года представлял Латвию в НАТО
В 2013 году он получил почётный знак «За заслуги перед Австрийской Республикой».